# Cercospora ribis
Cercospora ribis är en svampart som beskrevs av Earle 1898. Cercospora ribis ingår i släktet Cercospora och familjen Mycosphaerellaceae.   Inga underarter finns listade i Catalogue of Life.